# Narath
Narath è una suddivisione dell'India, classificata come census town, di 12.553 abitanti, situata nel distretto di Kannur, nello stato federato del Kerala. In base al numero di abitanti la città rientra nella classe IV (da 10.000 a 19.999 persone).

## Geografia fisica
La città è situata a 11° 56' 24 N e 75° 23' 42 E.

## Società

### Evoluzione demografica
Al censimento del 2001 la popolazione di Narath assommava a 12.553 persone, delle quali 5.986 maschi e 6.567 femmine. I bambini di età inferiore o uguale ai sei anni assommavano a 1.481, dei quali 738 maschi e 743 femmine. Infine, coloro che erano in grado di saper almeno leggere e scrivere erano 10.016, dei quali 5.026 maschi e 4.990 femmine.